# Brachymeria cabira
Brachymeria cabira is een vliesvleugelig insect uit de familie bronswespen (Chalcididae). De wetenschappelijke naam is voor het eerst geldig gepubliceerd in 1838 door Walker.